# Juan Gilberto Funes
Juan Gilberto Funes (San Luis, 8 de marzo de 1963-Buenos Aires, 11 de enero de 1992) fue un futbolista argentino que jugó de delantero. Fue internacional con la selección de fútbol de Argentina. Era apodado «el Búfalo» o «el Toro», gracias a su corpulencia y fuerza física.
Fue campeón de la Copa Libertadores 1986 (marcando 2 goles en la final), la Copa Intercontinental 1986 y la Copa Interamericana 1987 (marcando 1 gol), todas con el C. A. River Plate.

## Trayectoria

### Primeros pasos
Se inició en Huracán, de San Luis, de su ciudad natal, pasó luego por Sarmiento de Junín; Jorge Newbery, de Villa Mercedes; Sportivo Estudiantes, y Gimnasia y Esgrima, de Mendoza.

### Millonarios de Colombia
A mediados de 1984, es transferido de Gimnasia y Esgrima, de Mendoza, a Millonarios, de Bogotá, año en que fue subcampeón del fútbol profesional colombiano y marcó los goles 2 999 y 3 000 en la historia del club, quedando en los registros históricos de la institución, donde empezaron a conocerlo como el Búfalo de San Luis. Hizo cuatro goles en el segundo semestre de este año.
Al año siguiente, solo marcó un gol en el Torneo Apertura. Pero se destapó increíblemente en la segunda parte del año. Anotó quince goles en el Torneo Finalización y diecisiete en el octogonal final (en solo catorce fechas), siendo el máximo goleador en finales del fútbol profesional colombiano en la historia y consiguiendo el récord de treinta y dos goles en un solo semestre, toda una marca para el fútbol de Colombia. 
A pesar de toda la ventaja que dio anotando solo un gol en el primer semestre, con los treinta y dos que anotó en el segundo, logró terminar como segundo de la tabla de goleadores del Campeonato Colombiano 1985, con treinta y tres goles, por detrás de Miguel Oswaldo González, delantero argentino de Atlético Bucaramanga, quien hizo treinta y cuatro goles.  En el primer semestre de 1986, hizo ocho goles en el torneo local. En total, en Millonarios, convirtió cuarenta y cinco goles por el campeonato colombiano, y anotó dos goles en la Copa Libertadores de 1985 para un total de cuarenta y siete goles en partidos oficiales con Millonarios en los dos años que estuvo.

### River Plate
De ahí fue vendido en el segundo semestre de 1986 a su país, a River Plate, de Buenos Aires, donde consiguió una Copa Libertadores venciendo a América de Cali (hecho que lo hizo aún más querido por la gente de Millonarios, ya que, al jugar con River en esa Copa Libertadores contra el América, cantó el himno de Colombia, lo cual fue un gesto muy apreciado por los aficionados de Millonarios, ya que América es uno de sus más acérrimos rivales en la liga local);  Además, también consigue la Copa Interamericana, en partidos de ida y vuelta contra la Liga Deportiva Alajuelense, de Costa Rica, y la Copa Intercontinental, luego de vencer al equipo rumano Steaua Bucarest en Tokio.

### Europa y retorno al fútbol argentino
Pasó por Olympiacos FC, de Grecia, en 1987 y por Nantes, de Francia, en 1988. En Francia, en la temporada 1989-1990, estuvo a punto de firmar un contrato con Niza. Pero, en la revisión médica, le descubrieron una afección cardíaca que le impidió seguir su carrera. Volvió a su tierra por segunda vez en 1989 para jugar en el Club Atlético Vélez Sarsfield, en la temporada 1989-90, donde disputó veinticinco encuentros y convirtió doce tantos. A mediados de 1990, iba a firmar con Boca Juniors, hasta se alcanzó a poner la camiseta del club xeneize. Pero, nuevamente, no pudo pasar los exámenes médicos y se retiró del fútbol profesional.

## Muerte
Murió en 1992 a causa de una endocarditis protésica. Es considerado uno de los más grandes ídolos de Millonarios, de Bogotá, una barra representativa del club tiene de nombre La Barra del Búfalo en honor al puntano y siempre se lo recuerda en River Plate por ser partícipe en la esquiva Copa Libertadores que el equipo de Núñez buscó durante veinticinco años.
Héctor Veira, técnico de Funes en River Plate lo definió así: 

Era un contragolpeador feroz. Cuando arrancaba en velocidad se hacía prácticamente incontenible. Y si se le daba un cachito en el área, te mataba.

Hoy el estadio provincial de San Luis lleva su nombre.

### Homenaje
El 15 de abril de 1992, a casi 3 meses del adiós de Juan Gilberto Funes, los futbolistas profesionales le rindieron un homenaje al Búfalo con un partido en cancha de Vélez Sarsfield que organizó Diego Armando Maradona, partido solidario y polémico a la vez, porque Diego arrastraba una suspensión por dopaje y FIFA amenazó con sanciones de más de un año sobre todos los futbolistas que participaran. Para eludir la sanción, por ejemplo, los saques laterales se hacían con el pie. Sorprendentemente, el partido tuvo una altísima convocatoria con figuras de la talla de Oscar Ruggeri, Gareca, Roque Alfaro, y patrocinio de empresas como X28 (alarmas) y caramelos Sugus. Fue televisado y las regalías se donaron a la familia del jugador fallecido. 
Aquella noche jugaron Nery Pumpido, Navarro Montoya, Cancelarich, Chilavert, Batista, Altamirano, Néstor Fabbri, Garré, Basualdo, Blas Giunta, García Acosta, Bisconti, Carranza, Ortega Sanches, Roberto Cabañas, Acuña, Marchesini, Pipo Gorosito, Gancedo, López Turitich, Soñora, Vázquez, el Cabezón Ruggeri, Enrique, Villarreal, Mancuso, Beto Márcico, Latorre, González, el Flaco Gareca, Giusti, Meijide, Zacarías, Ponce, Tapia, Rudman, Flores, el hermano de Funes y, obviamente, Maradona.
En el mausoleo que guarda sus restos en el Cementerio del Rosario de la ciudad de San Luis, el club Juan Gilberto Funes de Leandro Alem, le rindió un homenaje conmemorativo a veintiséis años de su fallecimiento.
El Concejo Deliberante de la Ciudad de San Luis aprobó el cambio de nombre de la avenida Julio A. Roca por Juan Gilberto el Búfalo Funes.

## Selección nacional
Fue llamado a la selección de fútbol de Argentina para la Copa América de 1987 y los amistosos previos al Campeonato Mundial de Italia 1990. Aunque no fue convocado para este último. Su destacada actuación en el equipo de Liniers casi lo acerca a la selección para disputar la Copa Mundial de Fútbol de 1990.

### Participaciones en Copa América
| Copa              | Sede      | Resultado    |
| ----------------- | --------- | ------------ |
| Copa América 1987 | Argentina | Cuarto lugar |

## Clubes
| Club                   | País      | Año       |
| ---------------------- | --------- | --------- |
| Gimnasia y Esgrima (M) | Argentina | 1983-1984 |
| Millonarios FC         | Colombia  | 1984-1986 |
| River Plate            | Argentina | 1986-1987 |
| Olympiacos FC          | Grecia    | 1987-1988 |
| Nantes                 | Francia   | 1988-1989 |
| Vélez Sarsfield        | Argentina | 1989-1990 |

## Estadísticas

### En clubes
| Gimnasia y Esgrima (M) Argentina | 1.ª                 |                     |     |    |    |   |     |    |      |
| Gimnasia y Esgrima (M) Argentina | 1.ª                 | 1983                | 6   | 2  | —  | — | 6   | 2  | 0.33 |
| Gimnasia y Esgrima (M) Argentina | 1.ª                 | 1984                | 8   | 6  | —  | — | 8   | 6  | 0.75 |
| Gimnasia y Esgrima (M) Argentina | Total club          | Total club          | 14  | 8  | 0  | 0 | 14  | 8  | 0.57 |
| CD Los Millonarios · Colombia | 1.ª                 |                     |     |    |    |   |     |    |      |
| CD Los Millonarios · Colombia | 1.ª                 | 1984                | 21  | 4  | —  | — | 21  | 4  | 0.19 |
| CD Los Millonarios · Colombia | 1.ª                 | 1985                | 51  | 32 | 6  | 1 | 57  | 33 | 0.58 |
| CD Los Millonarios · Colombia | 1.ª                 | 1986                | 16  | 8  | —  | — | 16  | 8  | 0.50 |
| CD Los Millonarios · Colombia | Total club          | Total club          | 88  | 44 | 6  | 1 | 94  | 45 | 0.48 |
| River Plate Argentina | 1.ª                 | 1986-87             | 9   | 0  | 8  | 3 | 17  | 3  | 0.18 |
| River Plate Argentina | 1.ª                 | 1987                | 9   | 1  | 3  | 1 | 12  | 2  | 0.17 |
| River Plate Argentina | Total club          | Total club          | 18  | 1  | 11 | 4 | 29  | 5  | 0.17 |
| Olympiakos FC · Grecia | 1.ª                 | 1988                | 11  | 6  | —  | — | 11  | 6  | 0.55 |
| Olympiakos FC · Grecia | 1.ª                 | 1988-89             | 12  | 1  | —  | — | 12  | 1  | 0.08 |
| Olympiakos FC · Grecia | Total club          | Total club          | 23  | 7  | 0  | 0 | 23  | 7  | 0.30 |
| OGC de Niza Francia | 1.ª                 | 1989                | —   | —  | —  | — | 0   | 0  | 0,00 |
| OGC de Niza Francia | Total club          | Total club          | 0   | 0  | 0  | 0 | 0   | 0  | 0,00 |
| Vélez Sarsfield Argentina | 1.ª                 | 1989-90             | 25  | 12 | —  | — | 25  | 12 | 0.48 |
| Vélez Sarsfield Argentina | Total club          | Total club          | 26  | 12 | 0  | 0 | 25  | 12 | 0.48 |
| Total en su carrera | Total en su carrera | Total en su carrera | 168 | 72 | 17 | 5 | 185 | 77 | 0.42 |
| (1) Incluye datos de la serie de definición del campeonato de la Division 2 (1988-99). (2) Las copas nacionales se refiere al Torneo Octogonal (1985-86) y a la Copa de Francia (1988-90). (3) Las copas internacionales se refiere a la Supercopa Sudamericana (1990-95). (4) Media de goles por encuentro. No incluye goles en partidos amistosos. |                     |                     |     |    |    |   |     |    |      |

### En selección
| Selección        | Temporada     | Amistosos | Amistosos | Sudamérica | Sudamérica | Mundial | Mundial | Total | Total | Media goleadora |
| Selección        | Temporada     | Part.     | Goles     | Part.      | Goles      | Part.   | Goles   | Part. | Goles | Media goleadora |
| ---------------- | ------------- | --------- | --------- | ---------- | ---------- | ------- | ------- | ----- | ----- | --------------- |
| Adulta Argentina | 1987          | 1         | 0         | 2          | 0          | —       | —       | 3     | 0     | 0               |
| Adulta Argentina | Total         | 1         | 0         | 2          | 0          | 0       | 0       | 3     | 0     | 0               |
| Total carrera    | Total carrera | 1         | 0         | 2          | 0          | 0       | 0       | 3     | 0     | 0               |

## Palmarés

### Campeonatos regionales
| Título         | Club                   | País      | Año  |
| -------------- | ---------------------- | --------- | ---- |
| Liga Mendocina | Gimnasia y Esgrima (M) | Argentina | 1983 |

### Campeonatos internacionales
| Título                | Club        | Sede         | Año  |
| --------------------- | ----------- | ------------ | ---- |
| Copa Libertadores     | River Plate | Buenos Aires | 1986 |
| Copa Intercontinental | River Plate | Tokio        | 1986 |
| Copa Interamericana   | River Plate | Buenos Aires | 1987 |